# Csáky Miklós (püspök)
Körösszegi báró Csáky Miklós (1465 körül – Nagylak, Csanád vármegye, 1514. május 28.) kinevezett és megerősített, de föl nem szentelt csanádi püspök. Püspöki széke révén Csanád vármegye örökös főispánja, ebbéli minőségében a Dózsa György-féle parasztfelkelés idején a Csanád vármegyei nemesi hadak vezére.

## Élete

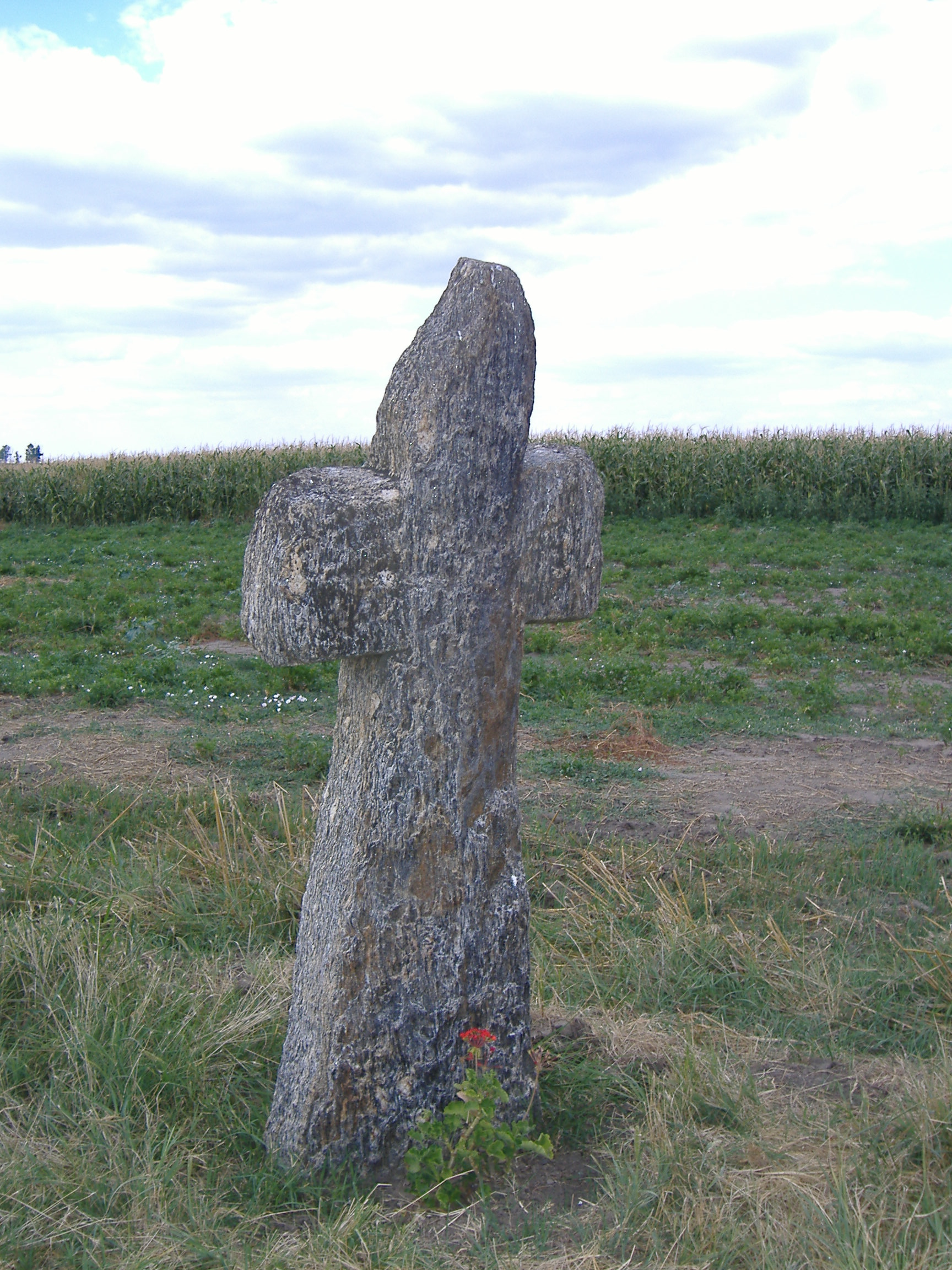
A belezi kunkereszt Magyarcsanád külterületén, Csáky kivégzésének feltételezett helye

Csáky Benedek temesi nagybirtokos és rozgonyi Rozgonyi Apollónia fiaként született, testvérei: László, Ferenc, Anna (bajnai Both András horvat bán hitvese), Borbála (hédervári Héderváry Ferenchez ment feleségül), Kata, Borbála voltak. 1495-98 között Páduában tanult. 1491-ben II. Ulászló magyar király kinevezte nagybányai plébánossá, de a város nem fogadta el. 1499. május 18-án kárpótlásul megkapta a szerémi püspöki kinevezést. 1500-tól lett ténylegesen szerémi megyéspüspök.
1500. május 8-án csanádi püspökké nevezte ki a király, tényleges beosztását 1501–14 között látta el püspökként. Ehhez a jóváhagyást 1504. szeptember 15-én kapta meg. 1507-től egyben Körösszeg várának birtokosa. Mint sokan a reneszánsz főpapok közül, Csáky sem szenteltette föl magát püspökké, csak kormányzott és élvezte a püspökség előnyeit. A királyi udvarban főleg a cseh humanistákkal tartott kapcsolatot. A művészetek iránt is érdeklődött, Matthaeus Andronicus Tragurinus páduai professzor egyik művét Csákynak ajánlotta.

## Halála
A kirobbanó Dózsa György-féle parasztfelkelés során a paraszthadak déli irányba nyomulva érintették a Csanádi egyházmegye területét is. A helybeli és környező nemesekkel egyesülve Báthori István temesvári ispán és Csáky Miklós csanádi püspök vezetése alatt álló nemesi hadak összecsaptak a túlerőben lévő lázadó sereggel. 1514. május 23-án nehezen kivívott győzelmet arattak, ám Báthori, értesülve arról, hogy Dózsa és a főserege közeleg, Nagylakon próbált menedéket találni katonáival. Felismerve azonban, hogy az erősség nem tud ellenállni a támadóknak, seregét két részre oszlatva próbált meg kitörni Dózsáék szorításából. Báthori serege kijutott és Temesvárra menekült, ám Csáky a másik seregtestben maradt és elfogták több másik nemessel együtt. Dózsa György az elfogottakat karóba húzatta.